# جيمس هاميلتون، إيرل أران الأول
جيمس هاميلتون، إيرل أران الأول ولورد هاملتون الثاني (بالإنجليزية: James Hamilton)‏ (تقريبا 1475 - 1529)، أحد النبلاء الاسكتلنديين، قائد بحرية وابن عم جيمس الرابع ملك اسكتلندا.